# Mustafa Arslanović
Mustafa Arslanović (ur. 24 lutego 1960 w Bosanskim Novim) – bośniacki piłkarz występujący na pozycji obrońcy. Reprezentant Jugosławii.

## Kariera klubowa
Arslanović karierę rozpoczynał w sezonie 1980/1981 w pierwszoligowym Dinamie Zagrzeb. W sezonie 1981/1982 zdobył z nim mistrzostwo Jugosławii, a w sezonie 1982/1983 - Puchar Jugosławii. W sezonie 1983/1984 przebywał na wypożyczeniu w drugoligowym NK Zagreb. Następnie wrócił do Dinama i występował tam do końca sezonu 1987/1988.
W 1988 roku Arslanović przeszedł do włoskiego Ascoli Calcio. W Serie A zadebiutował 9 października 1988 w przegranym 1:3 meczu z Interem. 28 maja 1989 w wygranym 3:1 pojedynku z Atalantą strzelił pierwszego gola w Serie A. W sezonie 1989/1990 spadł z Ascoli do Serie B.
W 1991 roku przeszedł do niemieckiego Hallescher FC, grającego w 2. Bundeslidze. W sezonie 1991/1992 spadł z nim do Oberligi. W Hallescher grał do sezonu 1993/1994. Potem występował w Bonner SC z Regionalligi, gdzie w 1996 roku zakończył karierę.

## Kariera reprezentacyjna
W reprezentacji Jugosławii Arslanović wystąpił jeden raz, 25 marca 1987 w wygranym 4:0 towarzyskim meczu z Austrią.